# Ермаково (Самарская область)
Ермако́во — село в Ставропольском районе Самарской области. Входит в Сельское поселение Осиновка

## География
Расположено на юге Самарской луки — на берегу Саратовского водохранилища. Рядом с Ермаково расположены сёла Винновка, Осиновка, Лбище, дачный массив Ермаковский (Ермаки).

## История
Первые поселения в районе села возникли давно. Городище у Бирючьего оврага археологом В. В. Гольмстеном в 1923 году было отнесено к именьковской культуре.
Само село тоже имеет древнюю историю и предположительно основано казаками Ермака Тимофеевича, покорителем Сибири. Первые документальные упоминания о селе датируются 1675 годом.
В 1780 году население села составляло 215 ревизских душ. К 1900 году население возросло до 1125 ревизских душ. Ещё спустя три года — 1470 жителей.
В 1795 году в селе появилась Воздвиженская церковь. В 1898 году она была обновлена. В 1876 году в селе была открыта земская школа. При Благовещенском займище в даче имения Орлова-Давыдова в Ермаково находился лесной завод Лесопромышленного Петербургского Брагорского акционерного общества.
В феврале 1918 году в селе была установлена советская власть. В 1930 году в Ермаках были образованы зерновой колхоз «Путь Ленина» и рыболовецкий колхоз «Волна» Госрыбтреста. Зерновой колхоз обслуживала Сосново-Солонецкая МТС.
Окрестности села богаты полезными ископаемыми. В 1935 году геологоразведка обнаружила месторождение охры с дебетом 5 тысяч тонн, и белой глины с запасом в 37 тысяч тонн. В 1948—1958 годах в селе работал завод по производству огнеупорного кирпича. В годы Великой Отечественной войны сотрудниками кафедры географии и методики её преподавания Куйбышевского педагогического и учительского института под руководством К. Я. Полякова недалеко от села была обнаружена содержащая алюминий порода — жигулит. Однако малая мощность пластов не позволила промышленную разработку месторождения, что, возможно, сохранило уникальный природный ландшафт.

### История административно-территориального подчинения
Первоначально Ермаково относилось к Самарскому уезду Симбирского наместничества. Затем в 1780 году вошло в состав Сызранского уезда Симбирской губернии.
До 1924 года село относилось к Осиновской волости Сызранского уезда Симбирской губернии, с 1924 — Ульяновской губернии.
С 1928 года село Ермаково относилось к Сосново-Солонецкой волости Самарского уезда Самарской губернии.
С 1929 года входило в состав Осиновского сельсовета Самарского района Средневолжского края.
С 1937 года — в составе Молотовского района Куйбышевской области.
С 1941 года — Ермаково в составе Сосново-Солонецкого района Куйбышевской области.
В 1960 году село вошло в состав Жигулёвского района Куйбышевской области.
С 1963 года в Ставропольском районе Куйбышевской области.
С 1991 года — Ставропольского района Самарской области.
В 2006 году село вошло в состав сельского поселения Осиновка Ставропольского района Самарской области.

## Население
| 1928 | 1931  | 2010 |
| ---- | ----- | ---- |
| 1616 | ↗1622 | ↘96  |